# Colquhounia
Colquhounia, biljni rod medićevki smješten u vlastiti tribus Colquhounieae, dio potporodice Lamioideae. Pripadaju mu 4 vrste grmova rasprostranjenih od Himalaja do južne Kine i Indokine 
Rod je opisan 1822..

## Opis
To su grmovi koji narastu od 1 do 3 metra, rijetko do 4 metra (13 stopa). Aromatični listovi dugi su 3 do 12 centimetara (1,2 do 4,7 inča) i 1 do 6 centimetara (0,39 do 2,36 inča), fino su nazubljeni i leže u suprotnim parovima na četvrtastim stabljikama. Cvjetovi su cjevasti, s dvije usne i nose se na završnim klasovima.

## Vrste
1. Colquhounia coccinea Wall., tipična
2. Colquhounia compta W.W.Sm.
3. Colquhounia elegans Wall. ex Benth.
4. Colquhounia seguinii Vaniot